# Dani Solà
Dani Solà Vila es un piloto español de rallyes. Nació en Vich  (Barcelona) el 3 de enero de 1976. Ha sido campeón de España de rallyes de asfalto en 2006; campeón de España de rallyes sobre tierra en 2007 y campeón del Campeonato del Mundo Junior de Rallyes (JWRC).

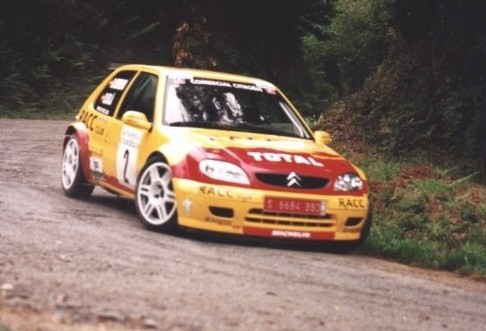
Dani Solà en el Rallye de Avilés 2001.

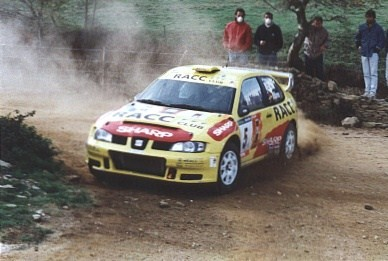
Dani Solà en el Rallye de tierra de Cangas del Narcea 2001.

## Trayectoria

### Inicios
Dani debutó en competición en 1996 con un Peugeot 205 Rallye, encuadrado en el Volat RACC del campeonato regional de rallyes de Cataluña. Al año siguiente, se clasificó como tercero absoluto en el Volant RACC-Desafío Peugeot, ya a bordo de un Peugeot 106 Rallye, con el que conseguiría también una victoria en una de las citas del calendario de dicha copa.
En 1998 se proclamaría como vencedor final del Volant RACC-Desafío Peugeot con seis victorias en las seis pruebas en las que participó.

### Salto al nacional
En 1999 participa en el campeonato nacional de rallyes sobre tierra, finalizando el año como subcampeón del Trofeo Júnior de la Copa Ibiza de tierra. También participa con un Peugeot 106 Rallye en el Desafío Peugeot del nacional de asfalto.
En el año 2000 simultaneará los Campeonatos de España de asfalto y de tierra, en los que va alternando el Seat Ibiza de grupo A con el Seat Ibiza Tdi. Termina el año como subcampeón de dos ruedas motrices en la tierra, así como campeón de la categoría diésel del campeonato nacional de asfalto. Las dos últimas pruebas de la temporada de tierras las disputa a bordo de un SEAT Córdoba WRC.
Dani se convierte en 2001 en piloto del RACC Motor Sport, equipo que trata de hacer progresar a los jóvenes valores del volante nacional, y se proclama vencedor de la categoría F-3 en el Campeonato de España de Rallyes de asfalto con un Citroën Saxo kit car, venciendo en dicha categoría en ocho de las diez pruebas que disputa. Participa en el nacional de tierra con un Seat Córdoba WRC, finalizando quinto al final de la temporada, consiguiendo la victoria absoluta en dos pruebas. Corre también el Rally RAC de Inglaterra del Campeonato del Mundo, finalizando entre los primeros de su categoría.

### WRC
En el 2002 Dani da su gran salto de calidad, proclamándose Campeón del Mundo de Rallyes Júnior (JWRC), con un Citroën Saxo S1600.
Al año siguiente participa, con el apoyo del RACC, en el Campeonato del Mundo de Rallyes de Producción (PWRC) con un Mitsubishi Lancer Evo VII. Tiene la oportunidad de tomar la salida de alguna prueba del WRC (Acrópolis y RAC) con un Citroën Xsara WRC. Disputa también alguna prueba del nacional de asfalto con un Citroën Saxo S1600.
Su ascendente progresión, hace que en 2004 Dani pase a formar parte del equipo oficial Mitsubishi en el Campeonato Mundial de Rally, conduciendo uno de los Mitsubishi Lancer WRC de la marca nipona. Su mejor resultado fue un 6.º en el Rally Cataluña-Costa Dorada (Rally de España), además de acabar 8.º en el mundial de Producción (PWRC) con Mitsubishi (ganando la categoría en el Rally México).
En 2005 es piloto oficial del equipo BP Ford en el Campeonato del Mundo, con un Ford Focus WRC, con el que no consigue apuntillar con un buen resultado final sus buenas actuaciones parciales.

### Nuevos rumbos

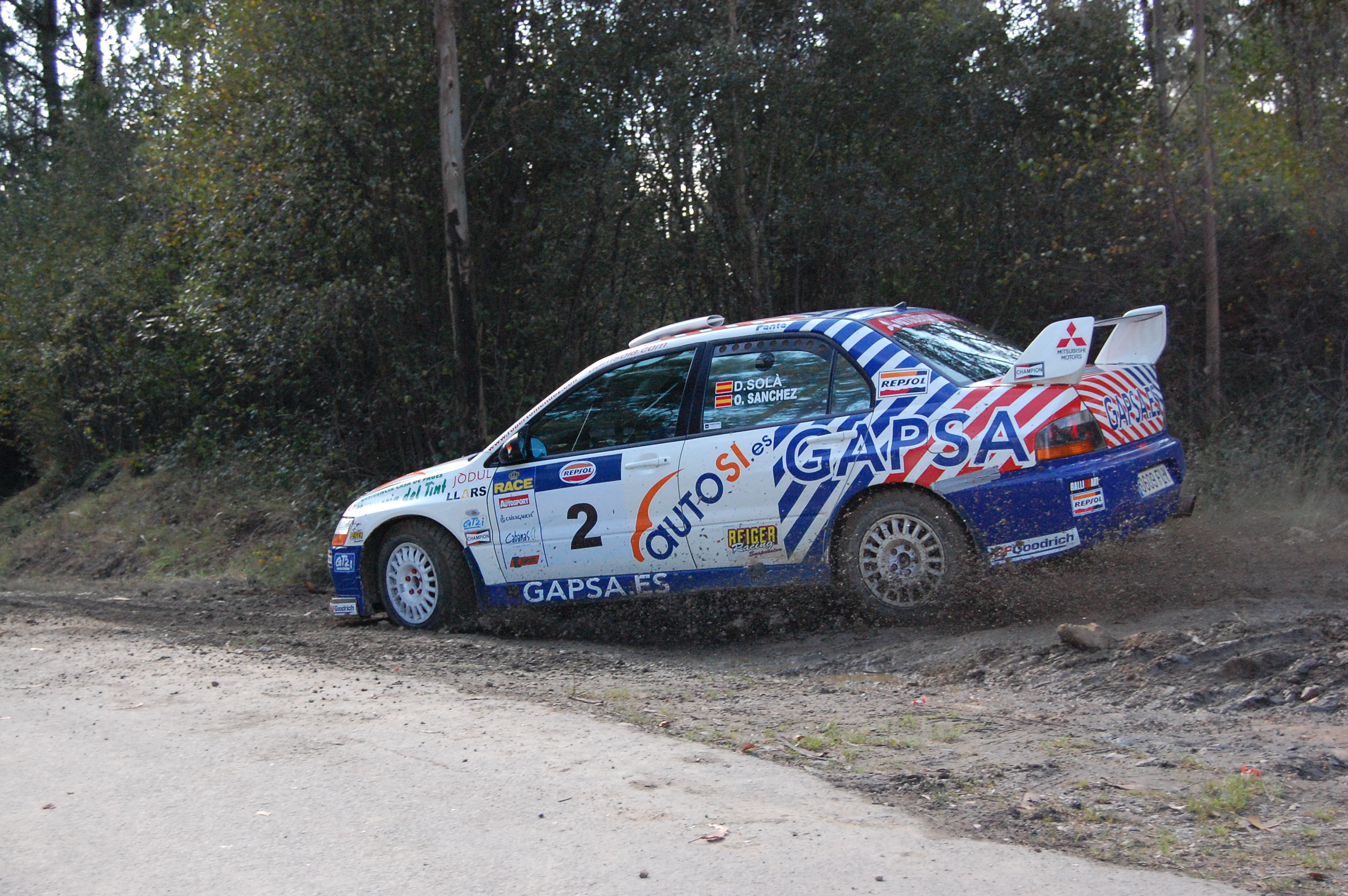
Solá en el Rally Cabanas de 2008, puntuable para el Campeonato de España de rallyes sobre tierra.

En 2006, Dani se queda sin un asiento oficial en el mundial, y decide regresar al Campeonato nacional de rallyes, donde toma parte dentro del equipo oficial Citroën, con el que se proclama como Campeón de España de Rallyes de Asfalto a bordo del Citroën C2 S1600, por delante de Miguel Fuster y Sergio Vallejo. Paralelamente, logra ser subcampeón de Rallyes de Tierra con un Mitsubishi Lancer privado.
En 2007, Dani participa en el nuevo certamen IRC, que surge (promocionado por el canal deportivo televisivo Eurosport) como segunda categoría internacional tras el WRC. Dani se integra como piloto semioficial del equipo Honda, corriendo con un Honda Civic R3, trabajando duramente a lo largo de todo el año en su desarrollo y puesta a punto. También corre el nacional español de rallyes sobre tierra con un Mitsubishi Lancer Evo IX, ganando el certamen con relativa autoridad. Como colofón al año, toma salida en el Rallye RAC de Inglaterra con su Honda, subiendo al pódium de la categoría.
De cara al 2008, Dani disputará de nuevo el campeonato IRC con un Fiat Grande Punto S2000, vehículo con el que, hasta el momento, solo participa (por limitaciones presupuestarias) en las cuatro primeras citas del certamen, a la espera de la llegada de nuevos recursos. Así, consiguió terminar la primera cita (Turquía) en 6.º lugar, abandonando en las tres citas siguientes por diversos problemas. A la vez que disputa este certamen internacional, corre el nacional Campeonato de España de rallyes sobre tierra con un Mitsubishi Lancer Evo IX, consiguiendo su primera victoria del año en Lanzarote, a la que añadió otra en la última cita celebrada en León. Así mismo, participa en las últimas tres pruebas del nacional de asfalto, a bordo del Ferrari 360 Módena del equipo Piedrafita Sport.

## Resultados completos

### Campeonato Mundial de Rallyes
| Año  | Equipo     | automóvil                       | 1       | 2      | 3       | 4       | 5       | 6       | 7       | 8      | 9       | 10      | Posición | Puntos |
| ---- | ---------- | ------------------------------- | ------- | ------ | ------- | ------- | ------- | ------- | ------- | ------ | ------- | ------- | -------- | ------ |
| 1997 | Dani Solá  | Peugeot 106                     | ESP Ret |        |         |         |         |         |         |        |         |         | -        | 0      |
| 1998 | Dani Solá  | Peugeot 106                     | ESP Ret |        |         |         |         |         |         |        |         |         | -        | 0      |
| 1999 | Dani Solá  | Peugeot 106                     | ESP 40  |        |         |         |         |         |         |        |         |         | -        | 0      |
| 2001 | Dani Solá  | Seat Ibiza GTi 16V              | GBR 34  |        |         |         |         |         |         |        |         |         | -        | 0      |
| 2002 | Dani Solá  | Citroën Saxo S1600              | MON Ret | ESP 19 | GRE 23  |         | ALE 12  | SRM 17  | GBR 21  |        |         |         | -        | 0      |
| 2002 | Dani Solá  | Mitsubishi Lancer Evo V         |         |        |         | FIN Ret |         |         |         |        |         |         | -        | 0      |
| 2003 | Dani Solá  | Mitsubishi Lancer Evo VII       | SWE 32  |        | ARG 12  |         |         |         |         |        |         |         | -        | 0      |
| 2003 | Dani Solá  | Mitsubishi Carisma GT Evo IV    |         | NZL 43 |         |         |         |         |         |        |         |         | -        | 0      |
| 2003 | Dani Solá  | Citroën Xsara WRC               |         |        |         | GRE 12  |         |         |         |        |         | GBR Ret | -        | 0      |
| 2003 | Dani Solá  | Mitsubishi Carisma GT Evo7      |         |        |         |         | CHI Ret | ALE 22  |         | AUS 20 | COR Ret |         | -        | 0      |
| 2003 | Dani Solá  | Mitsubishi Lancer Evo VI        |         |        |         |         |         |         | FIN 17  |        |         |         | -        | 0      |
| 2004 | Privado    | Mitsubishi Lancer Evolution VII | SWE 20  | MEX 11 | NZL Ret |         | ARG Des |         | FRA Ret |        | AUS Ret |         | 21.º     | 3      |
| 2004 | Mitsubishi | Mitsubishi Lancer WRC 04        |         |        |         | GRE Ret |         | ALE Ret |         | ESP 6  |         |         | 21.º     | 3      |
| 2005 | Ford       | Ford Focus WRC 04               | MEX Ret | ALE 12 | JAP Ret | COR Ret | ESP Ret | AUS 7   |         |        |         |         | 22º      | 2      |
| 2007 | Dani Solá  | Honda Civic Type-R              | ESP 20  |        | GBR 44  |         |         |         |         |        |         |         | -        | 0      |
| 2007 | Dani Solá  | Peugeot 207 S2000               |         | COR 10 |         |         |         |         |         |        |         |         | -        | 0      |

### Campeonato de España
| Año  | Equipo                      | Vehículo                       | 1      | 2      | 3       | 4       | 5       | 6       | 7       | 8     | 9       | 10     | 11    | 12      | 13     | 14    | Posición | Puntos |
| ---- | --------------------------- | ------------------------------ | ------ | ------ | ------- | ------- | ------- | ------- | ------- | ----- | ------- | ------ | ----- | ------- | ------ | ----- | -------- | ------ |
| 1997 | Escudería Osona             | Peugeot 106 Rallye             | COI    | ADE    | CAT Ret | SMO     | CAN     | LLA     | OUR     | AVI   | RBX     | PDA    | FRO   | COR     | MAD    |       |          |        |
| 1998 | Escudería Osona             | Peugeot 106 Rallye             | ECI    | ADE    | CAT Ret | CAJ     | VLL     | OUR     | AVI     | RBX - | SFR     | PRI    | COR   | SAL 20  | MAD 13 |       |          |        |
| 1999 | RACC Motorsport             | Peugeot 106 Rallye             | ECI 21 | CAT 16 | COR 14  | CAJ Ret | VLL     | OUR     | AVI     | RBX   | PRI 25  | SAL 13 | ADE   | MAD 16  |        |       |          |        |
| 2000 | RACC Motorsport             | Seat Ibiza TDI                 | CAT    | ECI    | CAJ 18  | MED ?   |         |         |         |       |         |        |       | SAL Ret |        |       |          |        |
| 2000 | RACC Motorsport             | Seat Ibiza GTi 16V Júnior      |        |        |         |         | VLL Ret | OUR 11  | AVI 15  | RBX 7 | COR     | PRI 5  | VEN   |         |        |       |          |        |
| 2000 | RACC Motorsport             | SEAT Córdoba WRC               |        |        |         |         |         |         |         |       |         |        |       |         | TEN    | MAD 6 |          |        |
| 2001 | RACC Motorsport             | Citroën Saxo Kit Car           | MED    | ECI    | SAL 4   | COR 7   | VLL 7   | OUR 2   | AVI 3   | RBX 4 | PRI 5   | VEN 3  | CAJ 2 | MAD 3   |        |       | 3.º      | 1008   |
| 2002 | RACC Motorsport             | Citroën Saxo S1600             | ECI    | CAJ    | VLL     | OUR Ret | AVI     | RBX 2   | VCN 2   | MED 1 | CDS     | MAD    |       |         |        |       | 7.º      | 86     |
| 2003 | Citroën Sport               | Citroën Saxo S1600             | MED 1  | ECI    | CAJ     | RBX     | OUR     | AVI     | VLL     | VCN   | CDS     |        |       |         |        |       |          |        |
| 2005 |                             | Mitsubishi Lancer Evo VIII     | VIL    | CNR    | CAN     | RBX     | OUR     | AVI Ret | VLL     | FRR   | PRI     |        |       |         |        |       |          |        |
| 2006 | Auto-Laca Competición       | Citroën C2 S1600               | VLJ 1  | CNR 2  | CAN 3   | RBX 3   | ORN 2   | AVL 1   | PRA 1   | FRR 5 | VLL 1   | CBR 1  |       |         |        |       | 1º       | 125    |
| 2007 | A.C. Principado de Asturias | Peugeot 207 S2000              | VIL    | CNR    | CAN     | RBX     | OUR     | FRR     | PRI Ret | VLL   | CBR     |        |       |         |        |       |          |        |
| 2008 | A.C. Principado de Asturias | Fiat Abarth Grande Punto S2000 | VIL    | CNR    | CAN     | RBX     | OUR     | FRR     | PRI Ret | VLL   |         |        |       |         |        |       |          |        |
| 2008 | IMEX Laca Competición       | Ferrari 360 Rally              |        |        |         |         |         |         |         |       | SRM Ret | CBR 4  |       |         |        |       |          |        |
| 2008 |                             | Mitsubishi Lancer Evo X        |        |        |         |         |         |         |         |       |         |        | SHA 6 |         |        |       |          |        |
| 2009 |                             | Mitsubishi Lancer Evo X        | VIL    | CNR    | CAN     | RBX     | OUR     | FRR     | PRI     | VLL   | SRM     | CBR 5  | SHA   |         |        |       |          |        |
| 2018 | Auto-Laca Competición       | Škoda Fabia R5                 | COC    | SMO    | ECI     | ADE     | OUR     | FER     | PDA 3   | LLA   | CAN     | MED 3  | MAD   |         |        |       | 12.º     | 56     |

### Campeonato de España de Rally de Tierra
| Año  | Equipo                    | Vehículo                 | 1       | 2       | 3     | 4     | 5       | 6     | 7     | 8     | Posición | Puntos |
| ---- | ------------------------- | ------------------------ | ------- | ------- | ----- | ----- | ------- | ----- | ----- | ----- | -------- | ------ |
| 2006 | Escudería Osona           | Mitsubishi Lancer Evo IX | ALC     | GRA     | OUR   | GUI   | ECI 1   | ECI 1 |       |       | 2.º      | 128    |
| 2006 | IMEX Laca Competición     | Mitsubishi Lancer Evo IX |         |         |       |       |         |       | CAC 1 | CAC 1 | 2.º      | 128    |
| 2007 | Escudería Villa de Llanes | Mitsubishi Lancer Evo IX | GUI 2   | LAN 1   | LAN 2 |       |         |       |       |       | 1º       | 196    |
| 2007 | Motor Club Sabadell       | Mitsubishi Lancer Evo IX |         |         |       | OUR 2 | PAL     | MAD 1 | MAD 1 | CAN 2 | 1º       | 196    |
| 2008 | Motor Club Sabadell       | Mitsubishi Lancer Evo IX | PAL Ret | GUI 2   | LAN   | LAN 1 | CAN Ret | CAN 1 | ECA 3 |       | 3.º      | 109    |
| 2009 | Motor Club Sabadell       | Citroën C2 Proto 4x4     | PAL Ret | GUI Ret | LAN   | LAN   | CAN     | CAN   | ECA   |       | -        | 0      |
| 2018 | Auto-Laca Competición     | Can-Am Maverick          | LOR     | POZ     | VOL   | TDA   | CER 11  | NAV   | GRA   | MAD   | -        | 0      |

| Predecesor: Sébastien Loeb       | Campeón Mundial Junior de Rally 2002 | Sucesor: Brice Tirabassi     |
| Predecesor: Dani Sordo           | Campeón de España de Rally 2006      | Sucesor: Miguel Ángel Fuster |
| Predecesor: Alexander Villanueva | Campeón de España de Tierra 2007     | Sucesor: Xavi Pons           |